# 灶儿巷
25°51′50″N 114°56′30″E / 25.86389°N 114.94166°E
灶儿巷位于江西省赣州市章贡区东部。是赣州现存历史文化街巷之一。

## 历史
宋代灶儿巷是赣州六街之一的阴街，明代称作姜家巷。清初因巷内多住统一穿黑色（皂色）服装的衙役而得名“皂儿巷”，后谐音变作“灶儿巷”。
灶儿巷靠近贡江建春门码头，是古赣州最繁华的地段。现存街区保留了清代以后赣州的建筑风貌，其中有书院、宾馆、店铺、作坊、客栈、寺院、钱庄等。灶儿巷建筑风格多样，包括客家、赣中、徽州以及西洋风格等等。